# Sandared
Sandared est une localité située dans la commune de Borås, comté de Västra Götaland, Suède. Cette ville compte 3 160 habitants en 2010 pour une superficie de 2,55 km2.

## Démographie
| 1960  | 1965  | 1970  | 1975  | 1980  | 1990  | 1995  | 2000  | 2005  |
| ----- | ----- | ----- | ----- | ----- | ----- | ----- | ----- | ----- |
| 1 900 | 2 920 | 2 925 | 2 526 | 2 592 | 2 851 | 2 956 | 2 966 | 2 993 |

| 2010  | - | - | - | - | - | - | - | - |
| ----- | - | - | - | - | - | - | - | - |
| 3 160 | - | - | - | - | - | - | - | - |